# 慕德
慕德（John Mudd），又名慕约翰，英国浸礼会传教士，民国年间在中国活动。

## 生平
1939年来华，先在北京学习中文，随后在上海传教。抗战胜利后前往山西太原传教。1947年3月起担任山西大学教师。后来离开中国，回到英国，先后在沃特汉姆（Waterham）、巴克普（Bacup）和禧年社区教会（Jubilee Community Church）任职。